# Satu Nou (gmina Berezeni)
Satu Nou – wieś w Rumunii, w okręgu Vaslui, w gminie Berezeni. W 2011 roku liczyła 1359 mieszkańców.